# Río Comaina
El río Comaina es un río que discurre por el norte del departamento de Amazonas, dentro del Perú, y cerca de la frontera con Ecuador.

## Curso del río
La cabecera del Comaina se encuentra casi en la frontera con Ecuador en la Cordillera del Cóndor a una altitud de aproximadamente 1900 m. El río fluye inicialmente casi 40 km al sur, luego 12 km al sureste, luego continua haciendo meandros hacia el sur. Para los 35 kilómetros más bajos, el Comaina gira gradualmente hacia el este. En el kilómetro 26 del río, el afluente principal, el río Numpatkay que viene del suroeste, se encuentra con el río Comaina. Este todavía rompe una cresta en los últimos cinco kilómetros antes de desembocar en el río Cenepa a 2,5 km al oeste de Huampami en la base militar Chávez Valdivia. El estuario se encuentra a una altitud de unos 240 m s. n. m. Las localidades más grandes a lo largo del río son Shaim, Pagata y Kusu Kubaim.

## Zona de captación
La cuenca del río Comaina se extiende sobre un área de 3900 km². Se ubica en los distritos de El Cenepa (provincia de Condorcanqui) e Imaza (provincia de Bagua). En el oeste, la cuenca bordea la frontera con Ecuador. Más allá de la frontera está el área de captación del río Nangaritza. Al suroeste, la cuenca del Comaina limita con las cuencas de los ríos Chirinos y Campamisa (también del Río Shimutaz) y al noreste con la del Río Cenepa aguas arriba.

## Conflictos
Los alrededores del río Comaina fue escenario de disputas territoriales entre Ecuador y Perú, siendo el más importante la guerra del Falso Paquisha en 1981.